# Sunnmøre

Sunnmøre, evidenziato in rosso.

Il Sunnmøre (Møre del sud) è il distretto tradizionale più a sud della contea del Møre og Romsdal, nella Regione del Vestlandet, in Norvegia.
La città principale è Ålesund. 
Il distretto comprende i Comuni di: Giske, Hareid, Herøy, Fjord, Sande, Ålesund, Stranda, Sula, Sykkylven, Ulstein, Vanylven, Volda, Ørskog, Ørsta e Ålesund.
In epoca vichinga prima di Harald I il Sunnmøre era un minuscolo regno.

## Galleria d'immagini

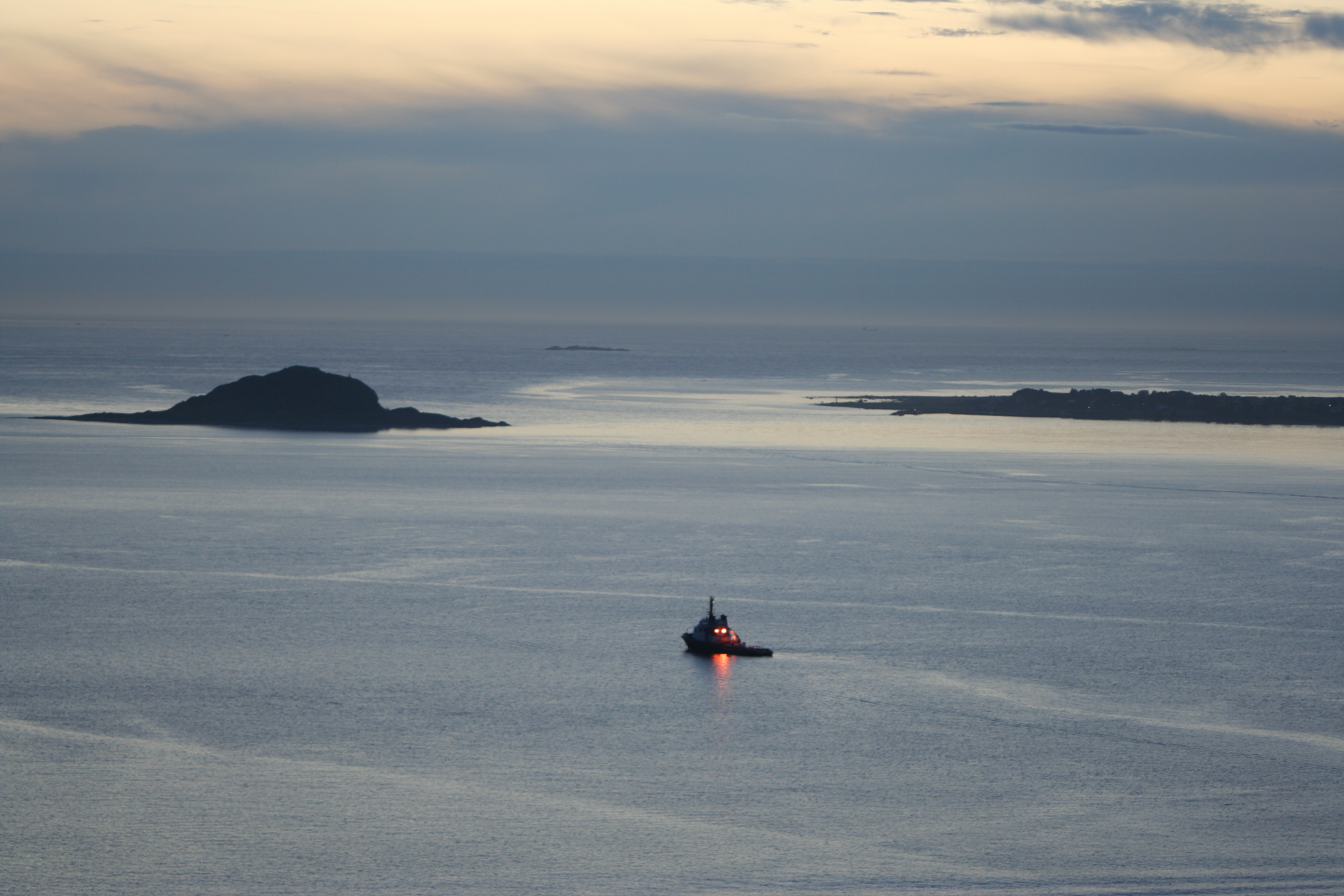
Vista del Mare di Norvegia dal Sunnmøre
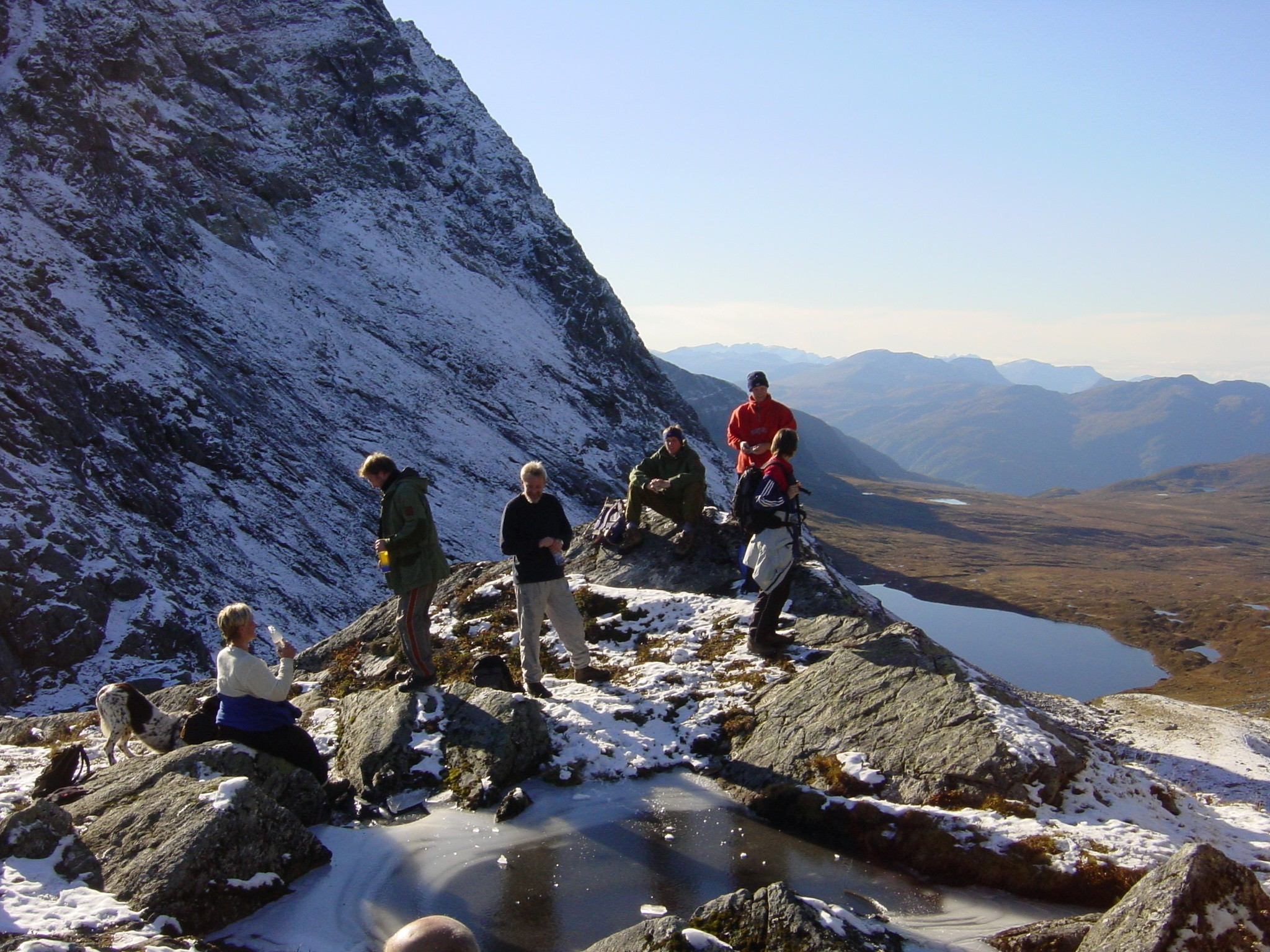
Camminata in montagna a Lauparen, Montagna nel Sunnmøre
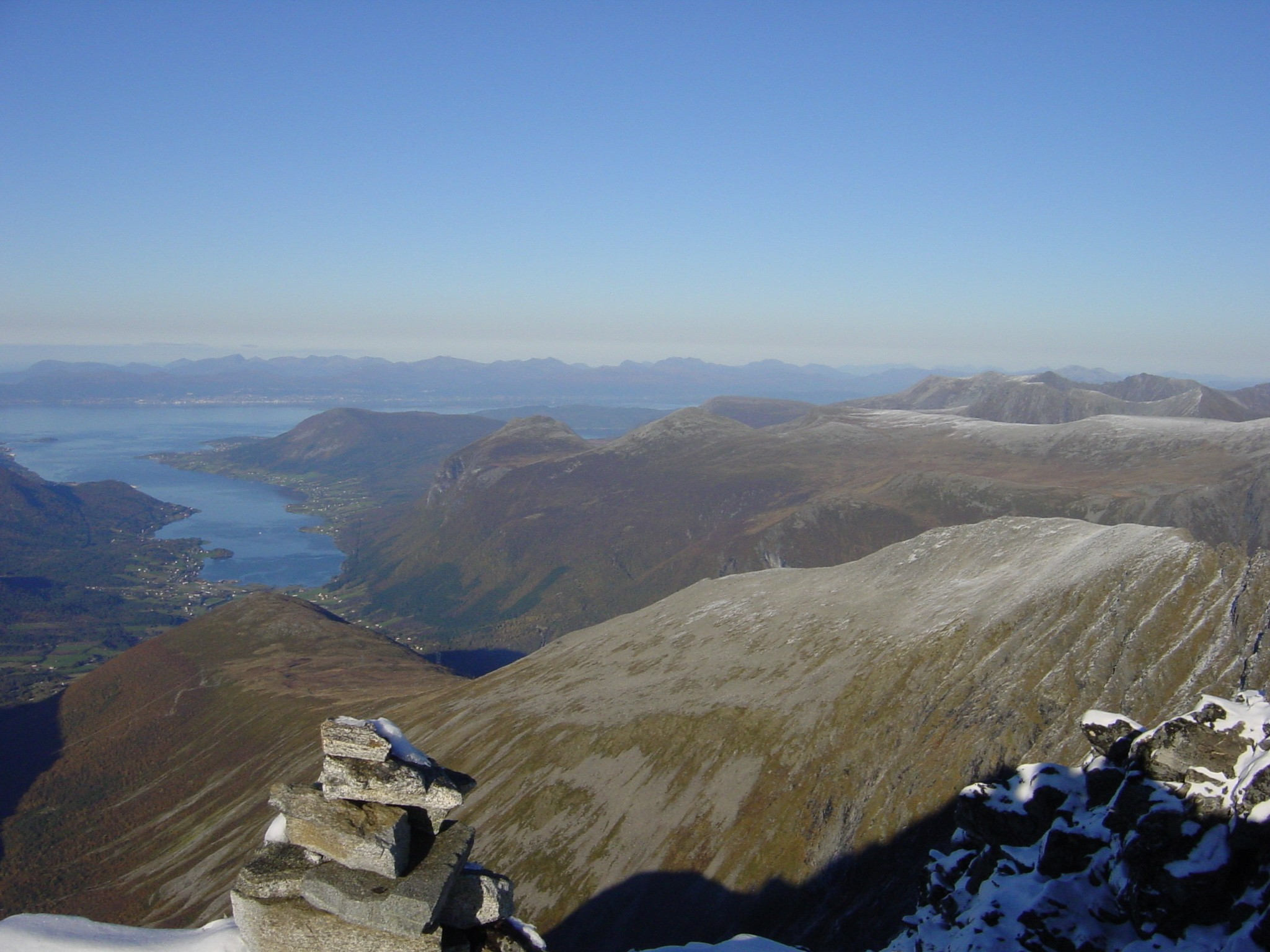
Vista di un fiordo dalle montagne del Sunnmøre
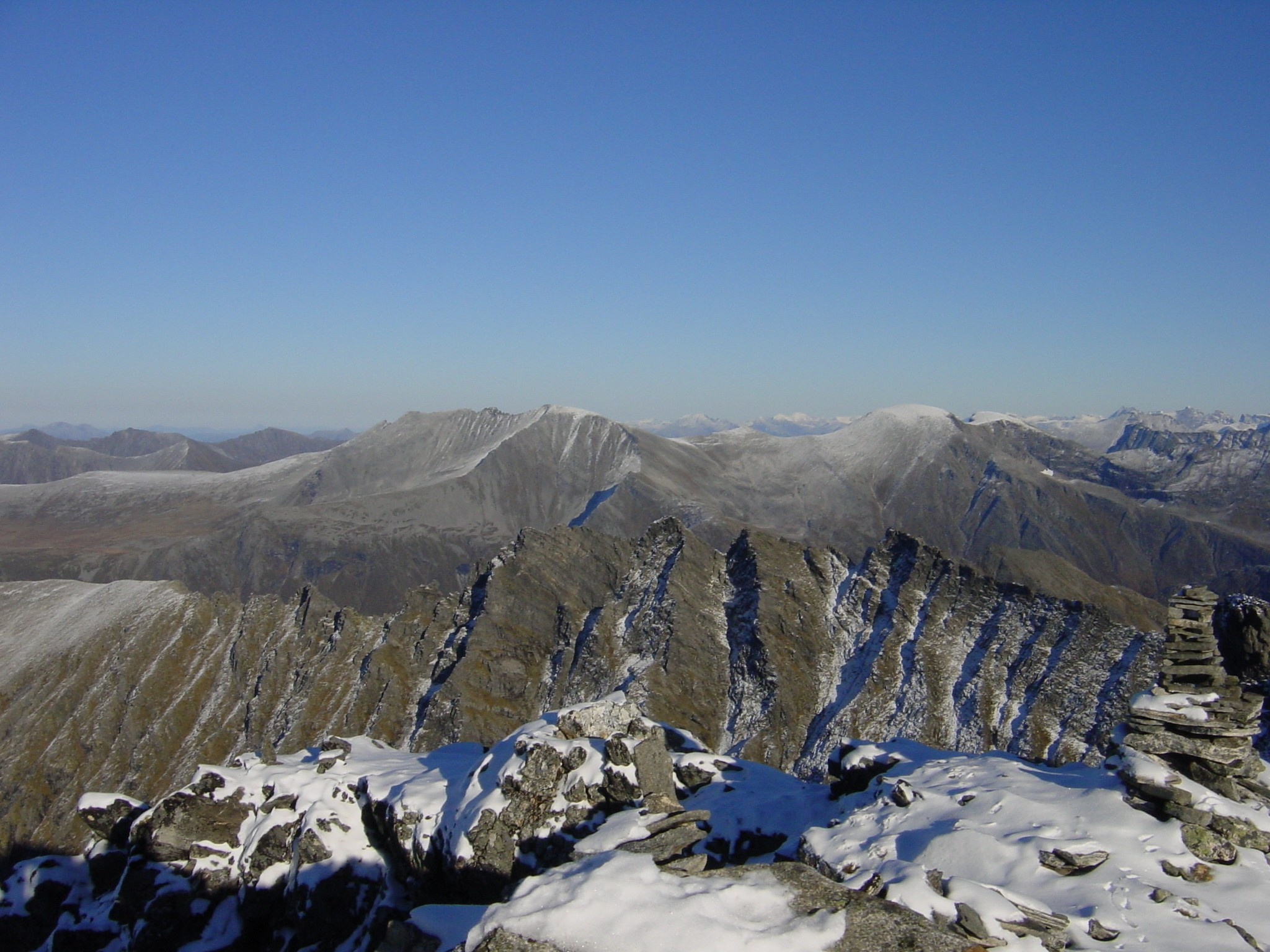
Vista panoramica del Sunnmøre
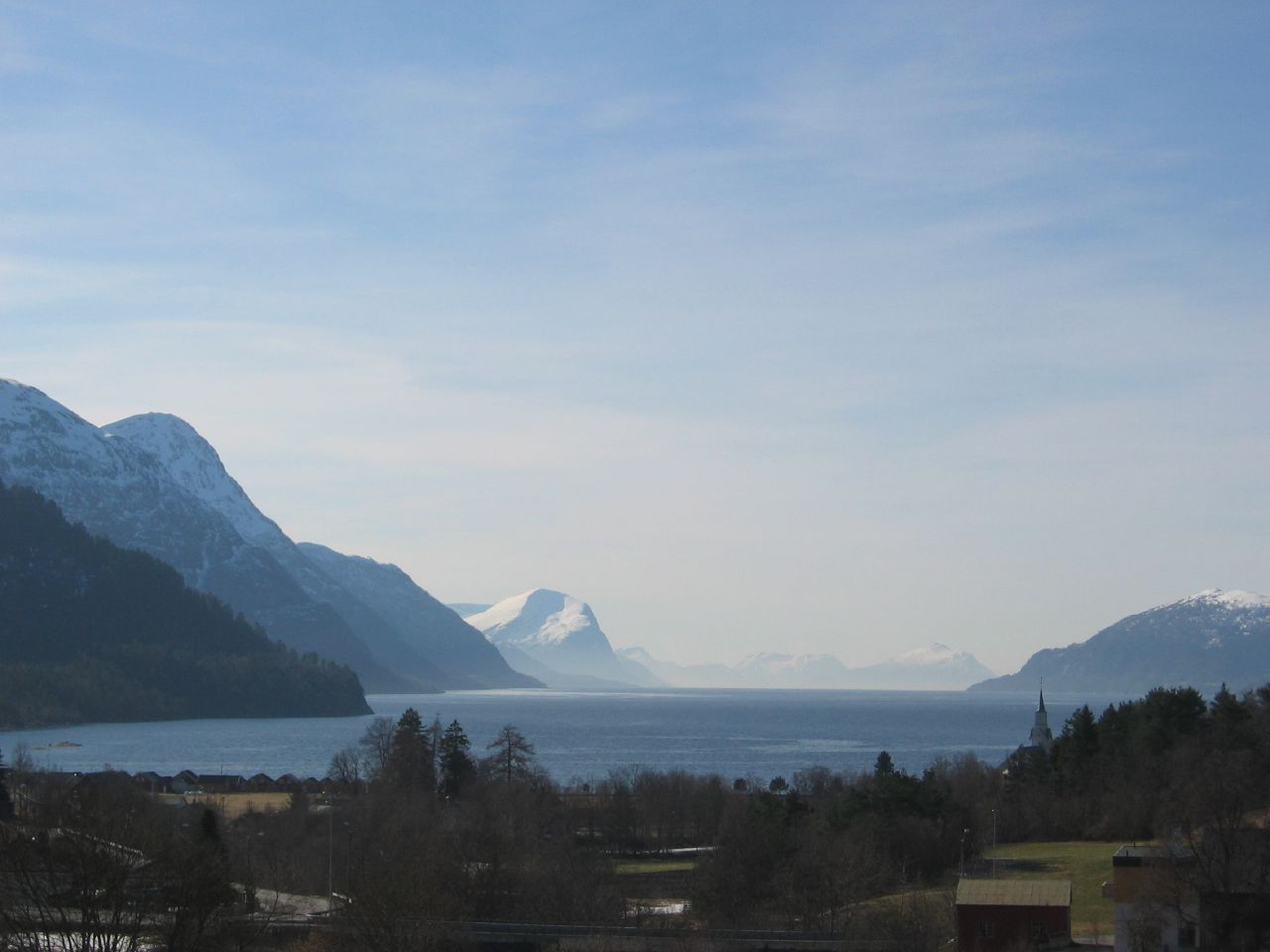
Vista dello Storfjorden
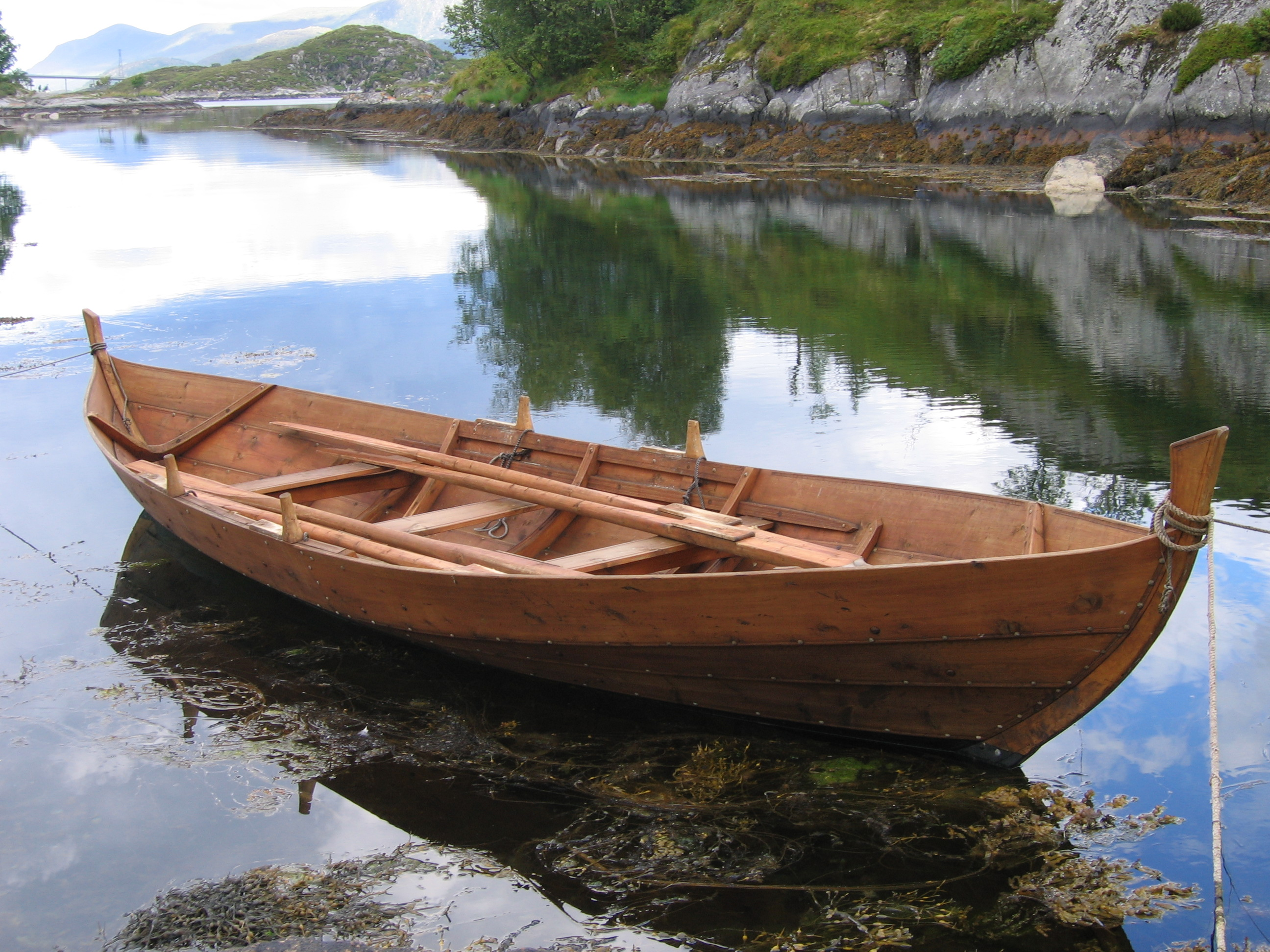
Tipica barca norvegese in mostra al Herøy kystmuseum nel Sunnmøre